# 青森県立中央病院
青森県立中央病院（あおもりけんりつちゅうおうびょういん）は、青森県青森市東造道にある病院である。
略称は県病。青森県内最大規模の病院であり、第1種感染症指定医療機関、基幹災害拠点病院、第二種感染症指定医療機関、ドクターヘリ基地病院、救命救急センター、がん診療連携拠点病院、総合周産期母子医療センターを併設する。
青森県と青森市で青森市民病院との統合が協議され、2022年2月に将来的に青森市内に新病院を建設して県と市で共同経営する方針で合意した。

## 概要
青森市民はもとより多くの青森県民からは「県病」（けんびょう）と呼ばれている。設立理念は「高度・特殊医療の提供」、「医療・医学教育の実施」、「地域医療の支援」。
1997年8月29日 基幹災害拠点病院に指定される。
2004年（平成16年）10月、青森自動車道の救急車緊急退出路が完成し、鰺ヶ沢町や五所川原市などまでの範囲が県病に1時間で到達可能な地域に広がった。これにより、青森県内で高度医療機関まで1時間以内で到達可能な地域は人口カバー率で80%に達した。なお、この病院前の停留所は、青森市のバス路線の結節点となっている。
2011年6月、国内で15台目の青森県ドクターヘリ事業が本院で開始、八戸市立市民病院との共同運航で開始した。基地病院を2ヶ月交代で行う初の例であった。
2012年10月、ドクターヘリ事業が八戸市立市民病院との共同運航体制から2機相互協力運航体制になる。
2013年5月、地域医療支援病院の承認を受ける。

## 診療科
- 総合診療内科
- 内分泌内科
- 消化器内科
- 化学療法科
- 腫瘍放射線科
- 放射線科
- 循環器科
- リウマチ・血液内科
- 呼吸器科
- 神経内科
- メンタルヘルス科
- 小児科
- 外科
- 整形外科
- 脳神経外科
- 心臓血管外科
- 産婦人科
- 泌尿器科
- 皮膚科
- 眼科
- 耳鼻咽喉科
- 歯科・歯科口腔外科
- 麻酔科
- 内視鏡科
- リハビリテーション科

## 中央診療部門
- 集中治療部
- 救命救急センター
- 輸血部
- 手術部
- 臨床検査部
- 薬剤部
- 栄養管理部

## 病院の機能
- 保険医療機関
- 労災保険指定医療機関
- 身体障害者福祉法指定医の配置されている医療機関
- 精神保健及び精神障害者福祉に関する法律（昭和25年法律第123号）に基づく指定病院又は応急入院指定病院
- 生活保護法指定医療機関
- 結核指定医療機関
- 戦傷病者特別援護法指定医療機関
- 原子爆弾被害者一般疾病医療取扱医療機関
- 災害拠点病院[3]
- 救命救急センター
- 臨床研修指定病院
- がん診療連携拠点病院
- エイズ治療拠点病院
- 特定疾患治療研究事業委託医療機関
- 指定療育機関
- 小児慢性特定疾患治療研究事業委託医療機関
- 総合周産期母子医療センター
- 地域医療支援病院
- 公益財団法人日本医療機能評価機構認定病院[5]

## 沿革

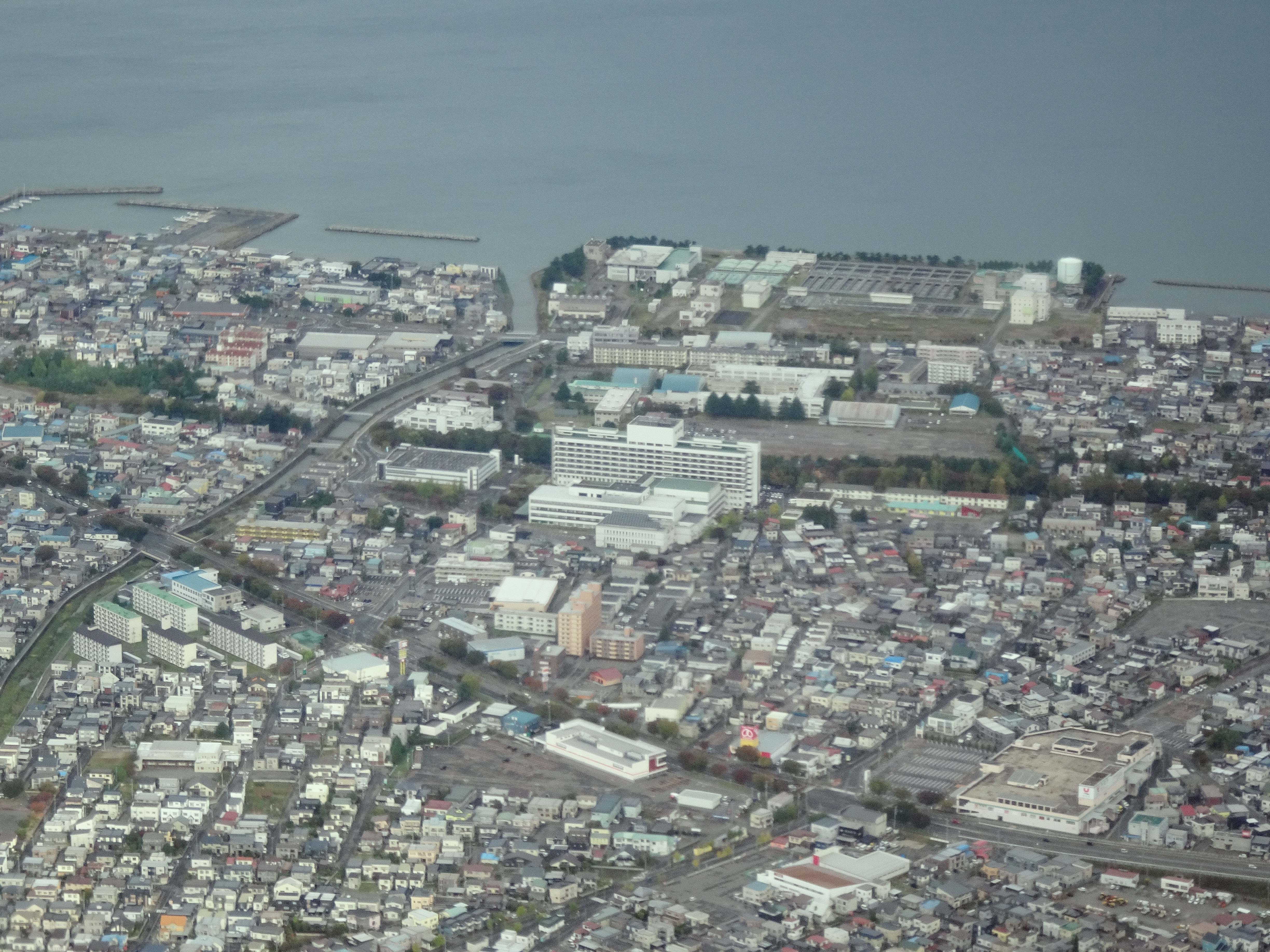
青森県立中央病院を空撮

- 昭和27年(1952年)4月、青森県庁に隣接する現青い森公園(青森市長島1丁目)で診療科6科、病床数115床で開院。
- 昭和28年(1953年)、総合病院に承認される。
- 昭和33年(1958年)、救急病院に指定される。
- 昭和43年(1968年)、研修病院に指定される。
- 昭和46年(1971年)6月、「県立中央病院経営改善員会」設置。県内人口の増加、医療技術の進歩など医療需要の増大と変化に対応するため増改築を行っていたが建物の老朽化・狭隘化・立地環境の変化および経営悪化など諸問題の解消を目指す。
- 昭和47年12月「県立中央病院建設委員会」設置。移設新築にかかわる重要事項等を協議する。同月、環境保健部に「県立中央病院建設準備室」が発足。
- 昭和48年6月、「県立中央病院移設新築にかかわる建設基本構想」の報告。同年度末に基本設計、昭和49年度末に「県立中央病院移設新築にかかわる建設基本構想」実施設計が完成。その後、一部設計変更。
- 昭和53年(1978年)3月、現住所での建設工事着手。
- 昭和56年(1981年)3月、新病院完成。同年9月25日より旧病院からの患者を移送開始。9月28日外来診療を開始。救命救急センター併設。
- 昭和57年度、電子計算機導入。
- 昭和60年(1985年)、電子計算機による医事会計業務開始。
- 昭和61年(1986年)、ICU加算の承認。
- 平成8年(1996年)、全国がんセンター協議会に加盟。エイズ治療拠点病院に指定。一般病床714床、結核病床16床となる。
- 平成9年(1997年)、がん診療施設ネットワークシステム起動。
- 平成12年(2000年)、財団法人日本医療機能評価機構による機能評価の認定。オーダリングシステム全部稼働。
- 平成13年(2001年)、NICU設置。
- 平成14年(2002年)、非血縁者間骨髄移植・採取施設に認定。
- 平成15年(2003年)、外来化学療法加算の承認、外来治療センター開設。
- 平成16年(2004年)、総合周産期母子医療センター開設。一般病床689床、結核病床16床となる。
- 平成17年(2005年)、地域がん診療連携拠点病院に指定される。機能評価の更新認定。
- 平成18年(2006年)、電子カルテシステムの本稼働。
- 平成19年(2007年)、地方公営企業の全部適用に伴い病院事業管理者・病院局を設置。
- 平成20年(2008年)、都道府県がん診療連携拠点病院に指定され、がん診療センター、循環器センター、脳神経センター開設。
- 平成21年(2009年)、7対1看護体制
- 平成22年(2010年)、糖尿病センターを設置。DPC対象病院。機能評価の更新認定。
- 平成23年(2011年)、ドクターヘリ部の運用開始。新救命救急センター稼働。
- 県エイズ治療中核拠点病院に指定される。一般病床689床、結核病床6床。
- 平成24年(2012年)、地域医療支援病院の承認。ドクターヘリ通年運用を開始。
- 平成26年(2013年)、MRI棟を稼働。
- 平成27年(2014年)、第一種及び第二種感染症指定医療機関に認定される。一般病床689床、感染病床数5床。機能評価の更新認定。
- 平成28年(2015年)、PET-CTを稼働。
- 平成29年(2016年)、一般病床679床、感染症病床5床。
- 平成30年(2017年)、ハイブリッド手術室を稼働。
- 平成31年(2018年)、県立病院チャレンジ(挑戦)プラン2019策定。青森県立中央病院将来構想の策定。
- 医療連携部内に療養と連携センターを設置。
- 令和2年(2020年)、へき地医療拠点病院に指定。
- 令和3年(2021年)、県立中央病院と青森市民病院の統合の在り方検討協議会設置。

## 青森市統合新病院について
青森市民病院との統合が協議され、2022年2月に将来的に青森市内に新病院を建設して県と市で共同経営する方針で合意した。
当初は老朽化の進む市民病院のみの移設候補地として青森操車場跡地(通称:セントラルパーク案、CP案)を中心としていたが、県立中央病院との経営統合による2病院を1つの病院施設にする案が掲げられ、当該地には青森市総合体育館が既に建設されたために統合新病院にとっての用地の広さの問題などが浮上。市からは「県立中央病院・青森商業高校跡地」、「県総合運動公園跡地」が主要候補地として上がった他、県から「県営スケート場案」が提示され、検討期限を1か月延長し、2024年9月までに有識者による「青森市統合新病院整備場所等検討会議」が7回、経営者・医療関係者による「共同経営・統合新病院整備に係る有識者会議」が5回行われ議論が進められた。
2024年9月16日、青森市の西市長と青森県の宮下知事による合同記者会見が開かれ、「県営スケート・浜田中央公園周辺案」を候補地とした新病院の建設が決定。開設時期は令和12(2032)年10月頃を予定。青森県は国民スポーツ大会の開催を2025年秋に控えており、既存施設(サンドーム)のセントラルパークへの新規移設、病院開業に間に合わないものの青い森セントラルパーク新駅の建設検討開始も併せて公表された。

## エピソード
- 2017年12月28日 - 「県立中央病院の医療の充実、発展に役立ててほしい」と当院に20億円もの多額の寄付が寄せられた。病院が2018年7月27日、2017年度決算見込みの報道向け説明会で明らかにした。「寄付者の意向」を理由に寄付したのが個人か団体かも明らかにしていない。また、同日に青森市に住む個人から青森市に20億円が寄付されている。同病院の藤野安弘院長は「ご期待に応えられるよう県民の命、健康を守るために最大の努力をしていきたい」と述べた[7]。

## 交通
- JR東日本/青い森鉄道青森駅より青森市営バス・JRバス・弘南バス・十鉄バスで約30分、「県立中央病院通り」または「県立中央病院前」バス停下車。
- 青い森鉄道青い森鉄道線小柳駅か矢田前駅から徒歩約20分[8]。
- 青森駅前から車で約5km・約10～15分[要出典]または青森駅東口からタクシーで約25分[8]。

### バス停
青森県立中央病院付近には「県立中央病院前」バス停がある。病院敷地内にはここに発着する便の停留所が、敷地入口付近の市道上にはここを通過する便の停留所が置かれている。また、国道4号線上の徒歩5分程度のところに「県立中央病院通り」バス停が置かれている。
「県立中央病院前」下車
- 青森市営バス
  - 国道・保健所前経由本線（県立中央病院行）
  - 青柳橋・保健所前経由本線（県立中央病院行）
  - 新町・県病前経由本線
  - 県病前・原別経由本線
  - 浅虫線
  - 築木館線
  - その他、郊外線の「県立中央病院」「東部営業所」行
- 下北交通
  - むつ - 青森線[注釈 2]

「県立中央病院通り」下車
- 青森市営バス
  - 東バイパス経由本線
- 弘南バス
  - 五所川原 - 青森線
  - 黒石 - 青森線
- 十鉄バス
  - 十和田 - 青森線

### 車
- 国道4号線青森東バイパス若しくは青森県道259号久栗坂造道線(旧:国道4号線)から青森市道松森八重田線に入る。